# 本木
本木（英語：Arbour）是座落於香港九龍佐敦德成街2號的單幢式住宅大廈，於2021年入伙，由恒基地產發展。本木只有一座，樓高23層，共提供172個單位，一房戶佔約56%、兩房及三房單位佔約27%、開放式單位佔約17%，地庫設有兩層停車場。

## 歷史
本木的前身是百祥大樓，於1957年落成，樓高九層。2016年11月，恒基地產以9.4億港元統一百祥大廈業權。
2021年11月，恒基地產開始出售本木樓花。

## 商場
本木地下及一樓設有商場，總樓面超過1萬平方呎，其中一個租戶為日式咖啡店Hare晴舍。2022年3月，恒基地產以2.1億港元向福好有限公司（GOOD LUCKY LIMITED）出售本木商場。

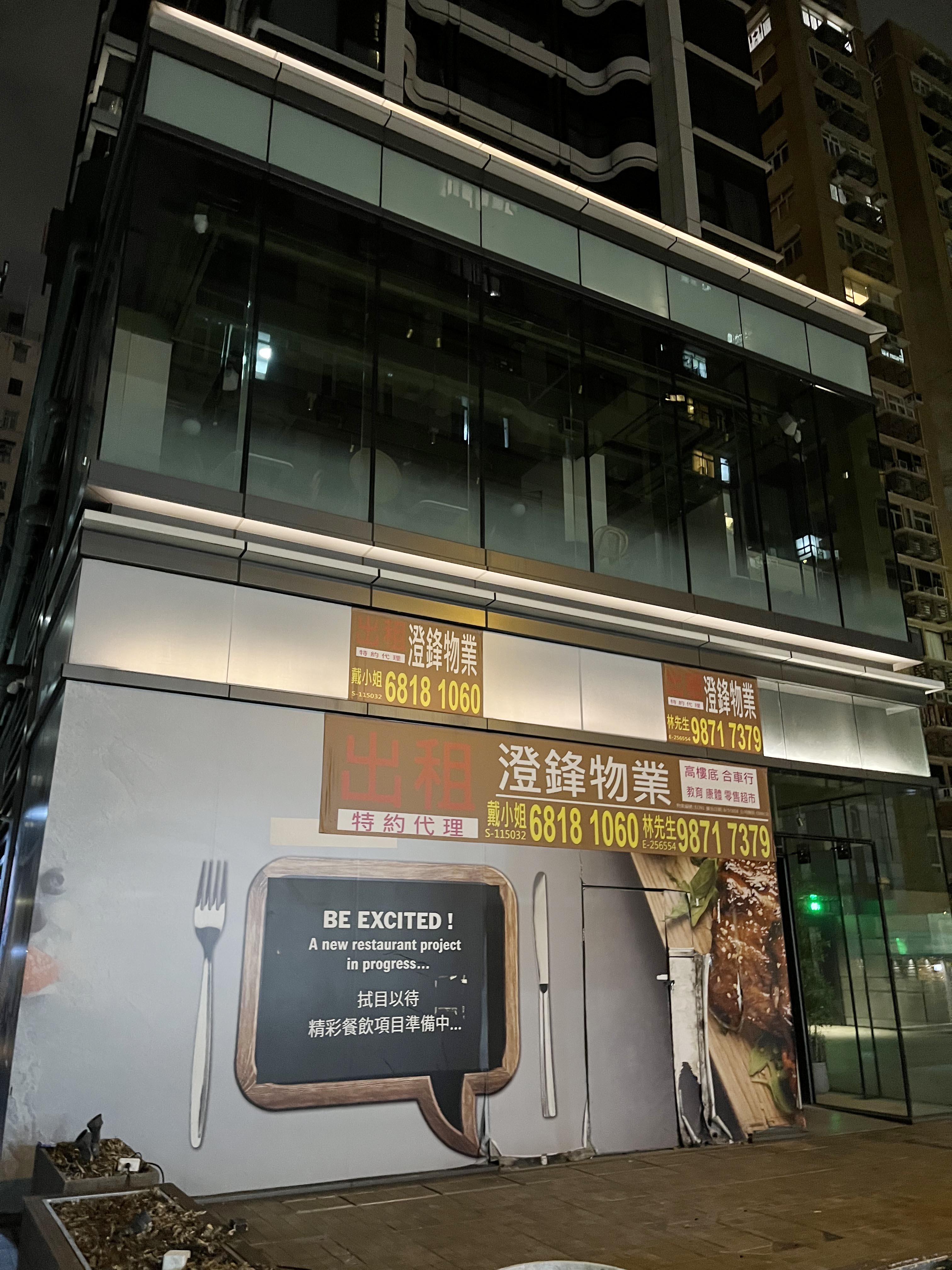
本木商場（2025年）

## 外部連結
- 本木 （页面存档备份，存于）